# Långtidsexponering

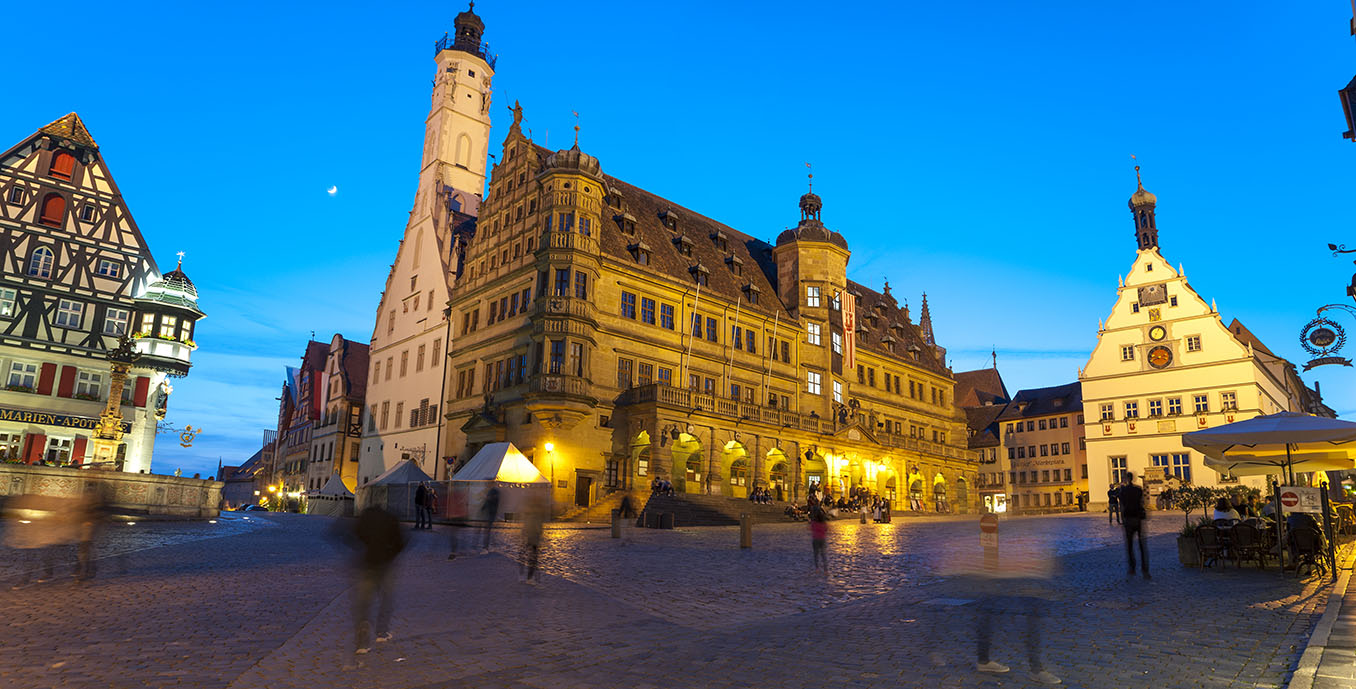
Blå timmen på det centrala torget i Rothenburg ob der Tauber, Tyskland. Lägg märke till hur en lång exponering suddar förbipasserande medan byggnader behåller skärpan.

Långtidsexponering, tidsexponering eller fotografering med lång slutartid innebär att man använder en lång slutartid för att skarpt fånga de stationära elementen i bilder medan oskärpan smetar ut eller döljer de rörliga elementen. Fotografering med lång exponering fångar ett element som konventionell fotografering inte gör: en längre tidsperiod.
Banorna för ljusa rörliga föremål blir tydligt synliga – moln bildar breda band, fordonsljus drar ljusa ränder, stjärnor lämnar spår på himlen och vattenvågor ser jämna ut. Endast ljusa föremål lämnar synliga spår, medan mörka föremål vanligtvis försvinner. Båtar i långa exponeringar försvinner under dagtid, men drar ljusa spår från sina ljus på natten.

## Teknik
Även om det inte finns någon fast definition av vad som är "lång", är avsikten att skapa ett foto som på något sätt visar effekten av att tiden har gått, vare sig det visar sig som ett jämnare vatten eller ljusspår av bilar. Ett 30-minutersfoto av ett statiskt föremål och omgivning kan inte särskiljas från en kort exponering. Därför är inkluderingen av rörelse den viktigaste faktorn. Bilder med exponeringstider på flera minuter tenderar att få människor i rörelse eller mörka föremål att försvinna (eftersom de bara befinner sig på samma ställe under en bråkdel av exponeringstiden), vilket ofta ger ett fridfullt utseende på bilden.
När en scen innehåller både stillastående och rörliga motiv (till exempel en gata med rörliga bilar eller en kamera i en bil som visar en fast instrumentbräda och ett rörligt landskap), kan en lång slutartid ge intressanta effekter.
Långa exponeringar är lättast att åstadkomma i svagt ljus men kan göras i starkare ljus med hjälp av neutralt densitetsfilter eller specialdesignade kameror. Används ett tätt neutralt densitetsfilter kommer kamerans autofokus inte att fungera. Det är bäst att komponera och fokusera utan filtret. Sedan när man är nöjd med kompositionen kan man byta till manuell fokus och sätta på det neutrala densitetsfiltret igen.

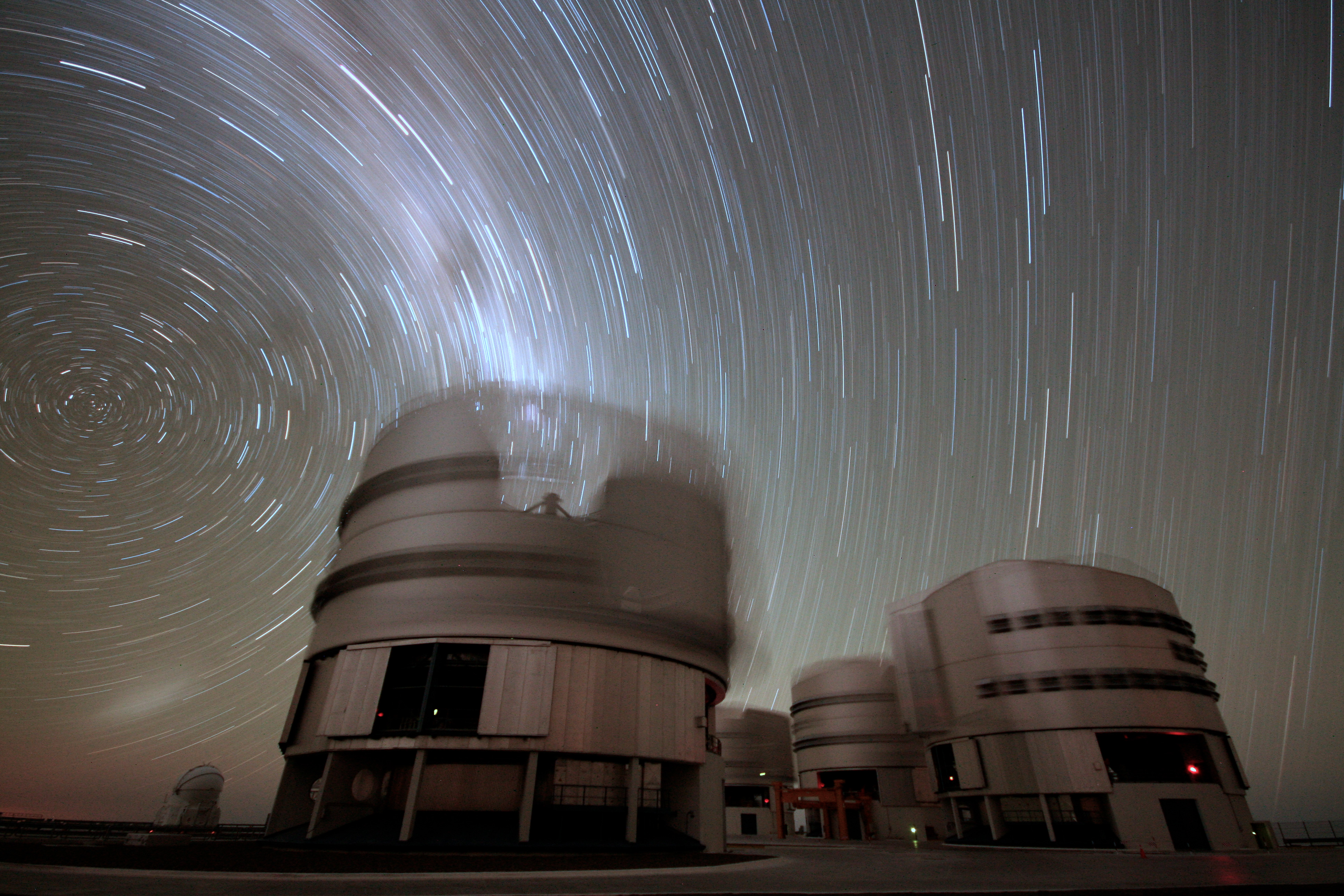
I denna 45-minuters exponering tagen en mörk och klar natt på Paranalobservatoriet , lämnar stjärnorna cirkelformade spår när de tycks kretsa runt den södra himmelspolen (vänster), på grund av jordens rotation.
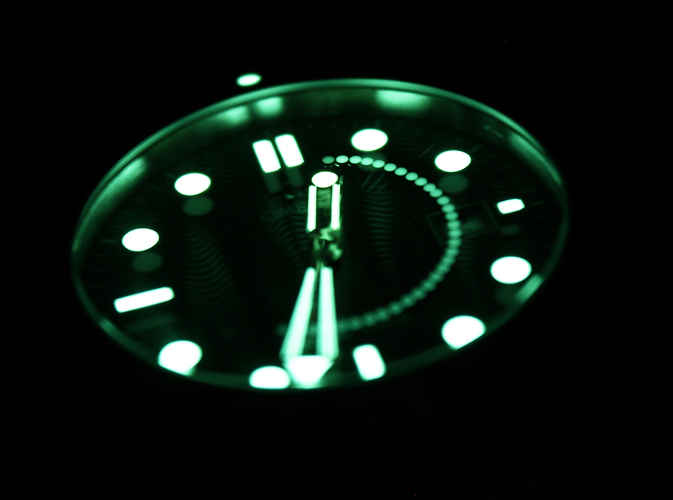
En långtidsexponering av en klocka i mörker. Notera sekundvisaren, som visar att detta var en 30-sekunders exponering. Timvisaren är tydlig, medan minutvisaren är något suddig på grund av en halv minuts rörelse.
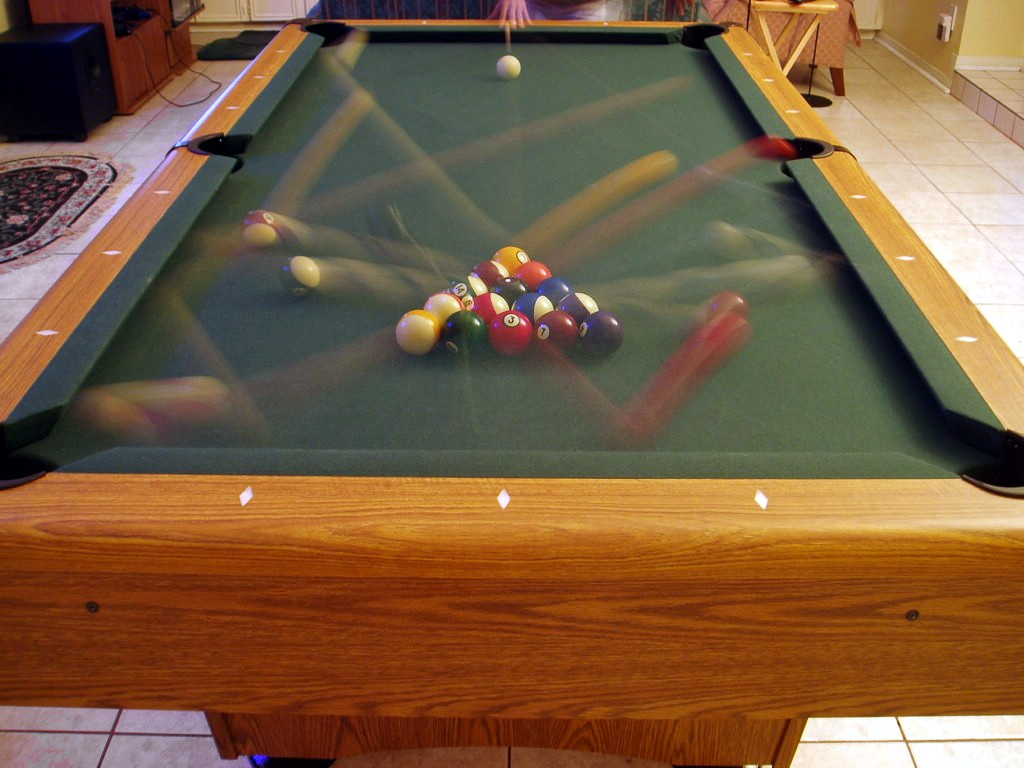
Långtidsexponerat foto av en paus i pool.
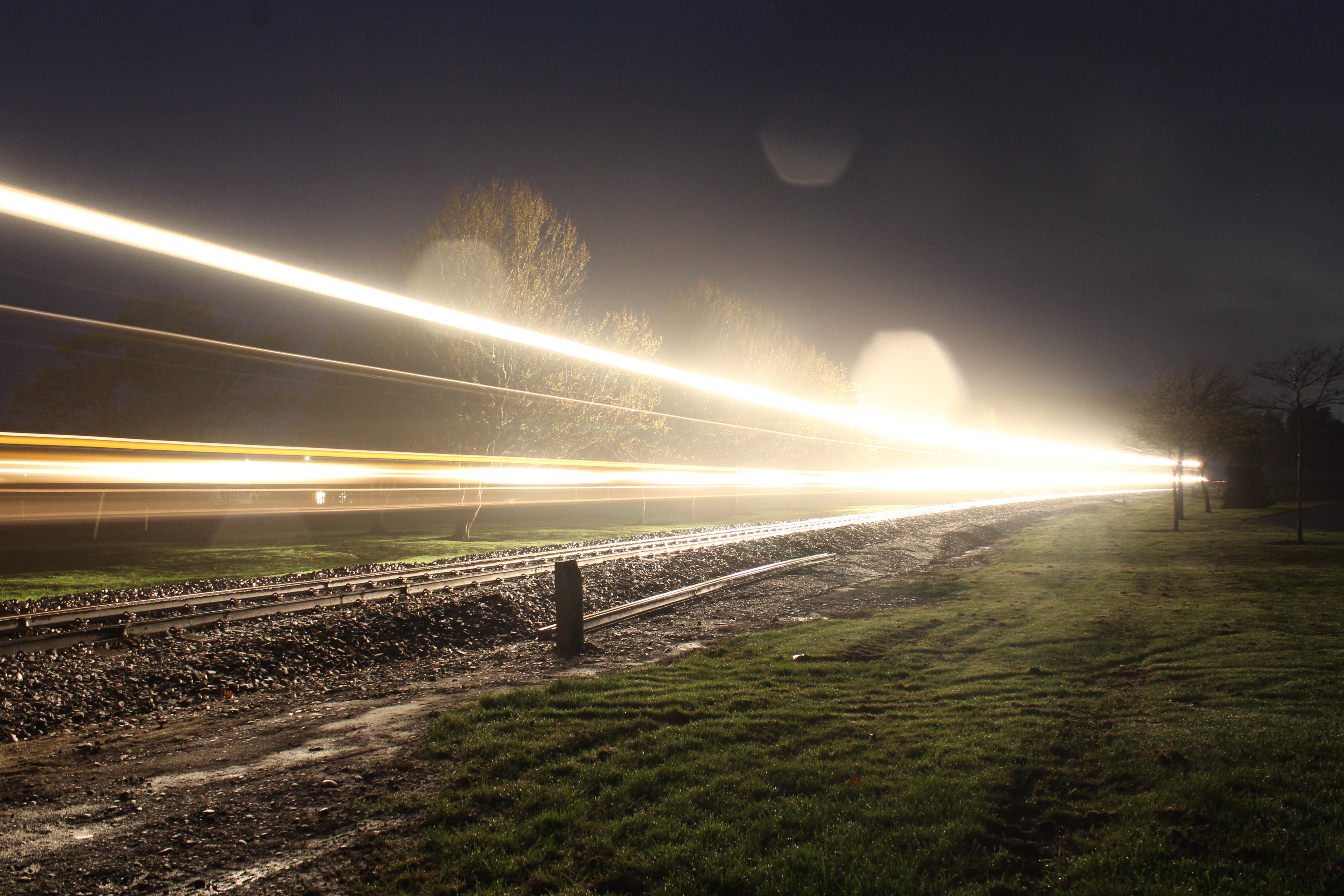
Godståg passerar genom Gore, Nya Zeeland. "Bulb"-läget på en DSLR-kamera användes för detta foto. Observera lokets "blinkande" ljus.